# Amiota brevipartita
Amiota brevipartita este o specie de muște din genul Amiota, familia Drosophilidae, descrisă de Chen și Gao în anul 2005. Conform Catalogue of Life specia Amiota brevipartita nu are subspecii cunoscute.